# Nacionalni park Vatnajökull
Nacionalni park Vatnajökull jedan je od tri nacionalna parka na Islandu, te obuhvaća ledenjak Vatnajökull i okolno područje. Nacionalnim parkom proglašen je zbog raznolikih pejzažnih obilježja, stvorenih kombiniranim utjecajima rijeka i ledenjaka te vulkanskim i geotermičkim aktivnostima.
Proglašen je 7. lipnja 2008., te je izvorno obuhvaćao površinu od 12.000 km², međutim kasnije su mu pridodana područja Lakagígar i Langisjór te danas zauzima 14.820 km², što je 14% površine Islanda, te je ujedno i najveći nacionalni park u Europi.
Ova ikonička vulkanska regija broji deset središnjih vulkana, od kojih je osam subglacijalnih, od kojih su dva među najaktivnijima na Islandu. Interakcija između vulkana i pukotina koje leže u podnožju ledene kape Vatnajökulla poprima mnoge oblike, od kojih je najspektakularnija jökulhlaup, iznenadna poplava uzrokovana probijanjem ruba glečera tijekom erupcije. Ovaj fenomen koji se ponavljao doveo je do pojave jedinstvenih „sandurskih ravnica”, riječnih sustava i brzo razvijajućih kanjona. Vulkanska područja dom su endemske faune podzemnih voda koja je preživjela ledeno doba. Zbog toga je Nacionalni park Vatnajökull upisan na popis mjesta svjetske baštine u Europi 2019. godine.

## Dijelovi
Najveći dio parka zauzima najveći europski ledenjak Vatnajökull s nekoliko aktivnih vulkana, od kojih je najveći Bárðarbunga, a Grímsvötn najaktivniji. Prema sjeveru je visočje razdijeljeno glacijalnim rijekama, na istoku je močvarni pojas sa zajednicama sobova i gusaka, dok su na jugu planinski grebeni s Hvannadalshnjúkurom, najvišim vrhom Islanda.
Područje nacionalnog parka podijeljeno je na četiri teritorija (Sjeverni, Južni, Istočni i Zapadni), od kojih svaki ima vlastitu upravu. Centar za posjetitelje u Skaftafell je otvoren cijele godine, a u Ásbyrgiju i Skriðuklausturu od svibnja do rujna, jer je najveći dio visokih područja nedostupan tokom zime.
Jökulsá á Fjöllum (Islandski za: „Ledena rijeka u planinama”) je druga najduža rijeka na Islandu (206 km). Njezin izvor je lednjak Vatnajökull i protječe kroz sjever NP Vatnajökull, a ulijeva se u Grenlandsko more. Svojim tokom, Jökulsá á Fjöllum čini slapove Selfoss, Dettifoss i Hafragilsfoss, od kojih je drugi najsnažniji vodopad u Europi.
Breiðamerkurjökull je ledenjački ispust većeg ledenjaka Vatnajokulla na jugoistoku Islanda u [[]]. Izranjajući kao jezik Vatnajökulla, visok 752 m, on završava u maloj laguni poznatoj kao Jökulsárlón. Jezik ledenjaka Breiðamerkurjökull glavna je atrakcija za turiste i korišten je za mnoge filmove i reklame (Pogled na ubojstvo, Igra prijestolja (televizijska serija) i dr.).
Hoffellsjökull je izlazno mjesto ledenjaka Vatnajokull u Grenlandsko more, u općini Hornafjörður, na jugoistoku Islanda. Hoffellsjökull je dobio ime po Hoffellu, planinskom području i poljoprivrednom zemljištu koje se također nalazi unutar parka. 
- Slap Svartifoss jedna je od najpoznatijih atrakcija Skaftafella, uglavnom zbog zida od bazaltnih stupova koji ga okružuju.
- Pogled s planinskih vrhova Kristínartindara prema ledenjaku Morsárjökull
- Selfoss, jedan od važnijih slapova rijeke Jökulsá á Fjöllum
- Ledenjačko polje Breiðamerkurjökull
- Hoffellsjökull, mjesto ispusta ledenjaka u more

## Vanjske poveznice
- [neaktivna poveznica]